# Yordanka Fandakova

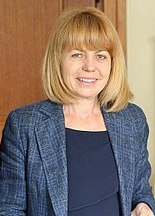
Yordanka Fandakova

Yordanka Asenova Fandakova (em búlgaro:  Йорданка Асенова Фандъкова) é uma política búlgara e que serviu como prefeita de Sófia. Ela foi a primeira mulher a ocupar esta posição. Foi eleita em 15 de novembro de 2009 com 66,23% dos votos, após derrotar o concorrente Georgi Kadiev, do Partido Socialista Búlgaro. Ficou no cargo até 2023.
Fandakova nasceu em 12 de abril de 1962 em Samokov, é casada e possui uma filha.